# What's The Harm?
«What’s The Harm?» (В чём вред?) — сайт, содержащий многочисленные истории о том, как люди получили травмы, погибли или оказались в неблагоприятном положении (иногда финансовом) из-за того, что поверили в недостоверную информацию или не использовали критическое мышление.

## Контент
В качестве ответа на вопрос «В чём вред?» (англ. What's the harm?) сайт систематизирует и каталогизирует случаи, когда отсутствие скептицизма причинило или вызвало вред. Предоставляя документированные отчеты о различных затруднительных положениях (от смущения до травм и смерти), сайт утверждает, что критическое мышление является жизненно важным навыком, который нужно использовать в повседневной жизни. Вместо того, чтобы участвовать в дебатах, «What’s The Harm?» представляет сотни примеров проблем, вызванных отсутствием рациональности, выполняющих функцию современных фактических басен Эзопа.

## Восприятие
Сайт получил положительные отзывы от сообщества скептиков. Джеймс Рэнди назвал этот сайт «важным сайтом» в своем сообщении в информационном бюллетене SWIFT. Президент Фонда Джеймса Рэнди Фил Плейт написал в своем блоге журнала Discover: «Теперь, когда кто-то спрашивает: „В чём вред?“, вы можете отправить их прямо на сайт What’s The Harm …. Это очень интересное место, где можно поиграть».
Исполнительный директор Общества скептиков Майкл Шермер сказал об этом сайте: «Я считаю, что он отличный. „В чем вред?“ — это вопрос, который нам, скептикам, задают всякий раз, когда мы даем интервью по телевидению или обсуждаем с людьми иррациональные убеждения. И часто они оказываются весьма вредными».
Пенн Джиллетт назвал его «удивительно великим веб-сайтом» в своем видеоблоге Penn Says. «Это потрясающе, это отличный сайт. Когда кто-то спрашивает у Вас: „В чем вред?“, перейдите на страничку „What’s The Harm“ и проверьте».
Кроме того, в статье Мэтта Кроули в Skeptical Inquirer высказано предположение, что вред, из-за которого преследуется псевдонаука, может быть иметь тонкие нюансы. В своем обзоре сайта «What’s The Harm» Кроули предположил, что если кто-то не использует критическое мышление в этой области, то этот человек будет тратить время на идеи, которым не хватает убедительности и интеллектуальной строгости. Это может привести такого человека к «… византийской сложности и дезориентирующей бессвязности многих маргинальных верований».
Сайт «What’s The Harm» упоминается как полезный ресурс в статьях ведущих СМИ, посвященных альтернативной медицине, псевдонауке и паранормальным явлениям.
Имеются и критики сайта. Лен Торин из Американской вегетарианской ассоциации сказал о странице сайта, посвященной вегетарианству: «Собраны просто крайние случаи, которые не имеют ничего общего с веганством или вегетарианством. Это просто чепуха. Это просто глупо». Автор сайта сказал, что он изменил эту страницу и некоторые другие в ответ на критику.

## История
О происхождении сайта основатель сайта Тим Фарли сказал, что, услышав рассказ Пенна Джиллетта о конференции The Amazing Meeting, он решил посетить ее. После того, как он погрузился в среду, в которой так много людей предано критическому мышлению, Тим Фарли спросил себя: «Что я могу сделать?»
В своем интервью для подкаста Skepticality он говорит о своем сильном интересе к науке (он был специалистом по физике в Технологическом институте Джорджии) и о том, что он никогда не прикладывал свои интересы для какого-либо активизма. «Это было похоже на то, как в моей голове взорвалась бомба», — говорит Фарли о своем прозрении на мероприятии, спонсируемом Фондом Джеймса Рэнди. Он заметил, что истории о людях, пострадавших от псевдонауки, часто появляются как отправная точка для статей о скептицизме, но для подобных историй нет единого хранилища.
Первоначальное название проекта было «The Wall of Harm» («Стена вреда»), но предполагалось, что он станет мемориалом, очень похожим на тот, что находится в Мемориале ветеранов Вьетнама, где будут отображаться имена тех жертв, которые умерли в результате распространения псевдонауки или другого некритического мышления. Фарли надеялся, что напоминание «Почему мы здесь» поможет объединить скептиков в их кампании против ненаучных практик и мотивирует сторонников критического мышления на таких мероприятиях, как The Amazing Meeting.
Серия обсуждений с коллегами привела к нынешнему воплощению сайта: категоризованный ресурс с возможностью поиска, который, по словам доктора Стивена Новелла, дает ответ тем, «кто не видит проблемы в ненаучной или мошеннической медицине».
В интервью Ричарду Сондерсу о подкасте Skeptic Zone Фарли рассказал, как он хотел сосредоточиться на «конкретных историях людей, которые действительно пострадали», которые он мог бы процитировать с какой-то «достойной документацией». Он заявил, что хотел сохранить простой формат, чтобы любой мог легко получить доступ к историям в любом браузере без ярких видеороликов. Он надеется расширить сайт на более длинные тематические статьи о некоторых из наиболее задокументированных или популярных историй. Сондерс заявил, что на сайте «содержится много информации, и если кто-то спросит вас: „В чем вред?“, Вы можете зайти на этот сайт и увидеть, что вред … в отсутствии критического мышления».
Недавно запущенный Фондом Джеймса Рэнди подкаст Consequence представляет личные рассказы о псевдонаучном мышлении, для которого веб-сайт «What’s The Harm?» обеспечивает правильность чисел и цитат. В третьем эпизоде рассказывается история женщины, воспитанной приверженцами Христианской науки, которая часто задавалась вопросом, почему умер ее двоюродный брат-младенец. Она вспоминает, что узнала правду о том, что ребенок умер из-за отказа от лечения в пользу молитвы. Она обнаружила этот факт, найдя цитату на сайте «What’s The Harm?». Фарли вспоминает, что это был первый раз, когда член семьи подошел к нему с подобным открытием.